# تیر ۱۳۸۴
تیر ۱۳۸۴، چهارمین ماه سال ۱۳۸۴ خورشیدی است.

آغاز آن چهارشنبه: ‎۳۱ خرداد ۱۳۸۴ (۲۱ ژوئن ۲۰۰۵) میلادی

مطابق با ۱۶ جمادی‌الاول ۱۴۲۶ قمری می‌باشد.

## ۳۱ تیر،۱۳۸۴(آدینه)
برابر با: ۲۲ ژوئیه، ۲۰۰۵

- کنسرت موسیقی سنتی ایران در اسپانیا اجرا می‌شود.(ایرنا)
- تیم ملی فوتبال ایران نخستین تمرین خود را در لندن برگزار کرد.(ایرنا)
- پلیس ایتالیا یک دانشجوی آمریکایی ایرانی‌الاصل را مورد ضرب و شتم قرار داد.(ایرنا)
- رئیس‌جمهوری آلمان مجلس این کشور را منحل کرد.(ایرنا)
- پلیس انگلیس عملیات گسترده‌ای را برای شناسایی عوامل انفجارهای لندن آغاز کرد.(ایرنا)
- رشد اقتصادی انگلیس به پایین‌ترین حد در یک دههٔ گذشته رسید.(ایرنا)
- برگزاری مجمع تمدن جهانی  ۲۰۰۵در توکیو (ایرنا)

## ۳۰ تیر،۱۳۸۴(پنجشنبه)
برابر با: ۲۱ ژوئیه، ۲۰۰۵

- ملی‌پوشان فوتبال بااستقبال‌ایرانیان مقیم انگلیس دراردوگاه خود مستقر شدند.(ایرنا)
- تحلیلگران نفتی: قیمت نفت احتمالاً به بشکه‌ای  ۸۰دلار می‌رسد.(ایرنا)
- بهترین تصاویر علمی سال ۲۰۰۴ در حوزه علوم زیستی معرفی شدند. (ایرنا)
- ترس و وحشت بار دیگر سراسر پایتخت انگلستان را فراگرفت.(ایرنا)
- حملهٔ انتحاری در دانمارک دو کشته بر جای گذاشت.(ایرنا)
- ارزش یورو در برابر دلار آمریکا افزایش یافت.(ایرنا)
- روزنامه هنگ‌کنگی: نظام فیلترگذاری اینترنتی چین بسیار پیشرفته است.(ایرنا)
- رژیم غذایی کم‌پروتئین بر سلول‌های مخچه تأثیر می‌گذارد.(ایرنا)

## ۲۹ تیر،۱۳۸۴(چهارشنبه)
برابر با: ۲۰ ژوئیه، ۲۰۰۵

- معاون وزیر ارتباطات ایران: اولین ماهوارهٔ مخابراتی امسال به فضا پرتاب می‌شود.(ایرنا)
- شاخص کل بورس تهران افزایش یافت.(ایرنا)
- در سال  ،۲۰۰۰نرخ مهاجرت مغزها درایران،  ۱۴/۷درصد بود.(ایرنا)
- تعدادی از تلویزیون‌های ماهواره‌ای فارسی زبان تعطیل شدند.(ایرنا)
- بیش از  ۲۴میلیون گردشگر از اسپانیا دیدن کردند.(ایرنا)
- اقتصاد چین در نیمهٔ اول سال میلادی  ۹/۵درصد رشد کرد.(ایرنا)
- نوشابه‌های گازدار، قابلیت جذب کلسیم در بدن را مختل می‌کنند.(ایرنا)
- رقابت تنگاتنگ "مایکروسافت" و "گوگل" سرانجام به دادگاه کشیده شد.(ایرنا)

## ۲۸ تیر،۱۳۸۴(سه‌شنبه)
برابر با: ۱۹ ژوئیه، ۲۰۰۵

- رئوس نقطه‌نظرهای رئیس‌جمهوری منتخب در مورد بازار سرمایه اعلام شد.(ایرنا)
- محقق ایرانی برای مقاوم‌سازی خانه‌های خشت و گلی درمناطق زلزله‌خیز طرح مبتکرانه‌ای ارائه داد.(ایرنا)
- آمار کشته‌شدگان انفجارهای لندن به  ۵۶نفر رسید.(ایرنا)
- ممانعت از تحصیل بیش از  ۲۰۰دانشمند خارجی در دانشگاه‌های انگلیس (ایرنا)[پیوند مرده]
- مامور پیشین اف‌بی‌آی به جاسوسی برای چین محکوم شد.(ایرنا)
- حدود  ۱۰درصد زوج‌های ایرانی دچار عارضه ناباروری هستند(ایرنا)
- فناوری نوین آمریکا، "اینترنت روی کابل برق"(ایرنا)
- روشی برای متصل‌کردن فیبرهای نوری به سیمهای مسی در کابل‌های تلفن (ایرنا)

## ۲۷ تیر،۱۳۸۴(دوشنبه)
برابر با: ۱۸ ژوئیه، ۲۰۰۵

- ایران مقام چهارم المپیاد ریاضی جهان را کسب کرد.(ایرنا)
- وضعیت ۲ میلیارد دلار از پول فروش نفت سال گذشته مشخص نیست.(فارس) بایگانی‌شده  در ۲۱ فوریه ۲۰۰۶ توسط Wayback Machine
- معصومه شفیعی، همسر اکبر گنجی، گفت که همسرش از زندان به بیمارستان 'میلاد' منتقل شده‌است. آقای گنجی بیش از ۳۶ روز است که در اعتصاب غذا به سر می‌برد. (بی‌بی‌سی)
- همایش بین‌المللی بازنگری ساختار سازمان ملل برگزار شد.(ایرنا)
- دولت بوش به دخالت مستقیم در انتخابات عراق متهم شد.(ایرنا)
- سفر نخست‌وزیر عراق به ایران از نگاه روزنامه آمریکایی واشنگتن‌پست (ایرنا)
- مشکلات کاربران ایرانی در استفاده از وب‌گاه "یاهو"(ایرنا)

## ۲۶ تیر،۱۳۸۴(یکشنبه)
برابر با: ۱۷ ژوئیه، ۲۰۰۵

- سه کشور طرف مذاکره با ایران به اتحادیه اروپا گزارش می‌دهند.(ایرنا)
- تیم ایران به دو مقام اولی در مسابقات جهانی ربوکاپ ژاپن دست یافت.(ایرنا)
- وزنه‌بردار جانباز ایران با دریافت مدال طلا، رکورد آسیا را شکست.(ایرنا)
- رئیس انجمن آی‌اس‌پی‌ها گفت که تعداد کاربران اینترنتی ایران سه تا  ۳/۵میلیون نفر است.(آی‌تی‌ایران)
- زمان قطعی محاکمه صدام اعلام شد. (ایرنا)
- شمار قربانیان انفجارهای بغداد به حدود ۱۰۰ نفر رسید.(بی‌بی‌سی)
- اعتصاب کارکنان نفت جنوب عراق به خاطر ادامه عملیات تروریستی (ایرنا)
- افراد اسکاتلندیارد وارد قاهره شدند.(ایرنا)
- تعداد کاربران فایرفاکس به مرز ۱۰درصد از کل کاربران اینترنت نزدیک شده‌است.(ایرنا)

## ۲۵ تیر،۱۳۸۴(شنبه)
برابر با: ۱۶ ژوئیه، ۲۰۰۵

- "بانک اطلاعات ملی" برای فیلترینگ راه‌اندازی می‌شود. (ایرنا)
- یونسی از سرکوب عملیات القاعده در ایران خبر داد.(بی‌بی‌سی)
- تشدید کشمکش مجلس و وزارت نفت برای قراردادهای پتروشیمی(بی‌بی‌سی)
- تفاهم‌نامه‌ای بین موسسهٔ دانش‌های آزاد اسپانیا و طرح ملی لینوکس امضا شد.(ایرنا)
- سیل در چین بیش از  ۷۵۰کشته و  ۲۰۰ناپدید بر جا گذاشته است.(ایرنا)
- صندوق بین‌المللی پول توافق گروه هشت را تهدید می‌کند.(بی‌بی‌سی)
- فروش ششمین هری پاتر آغاز شد.(بی‌بی‌سی)
- دقیق‌ترین ساعت جهان در ژاپن ساخته شد. (ایرنا)

## ۲۴ تیر،۱۳۸۴(آدینه)
برابر با: ۱۵ ژوئیه، ۲۰۰۵

- ضوابط و شرایط استفاده از باند فرکانسی شهروندان(آی‌تی‌ایران)

- محکومیت 'تبعیض' علیه کودکان آلوده به اچ آی وی در روسیه(بی‌بی‌سی)

## ۲۳ تیر،۱۳۸۴(پنجشنبه)
برابر با: ۱۴ ژوئیه، ۲۰۰۵

- اخطار مجدد ایالات متحده به ایران در مورد غنی‌سازی(بی‌بی‌سی)

## ۲۲ تیر،۱۳۸۴(چهارشنبه)
برابر با: ۱۳ ژوئیه، ۲۰۰۵

- بهره‌برداری از شبکهٔ فیبر نوری در ایران(بی‌بی‌سی)

## ۲۱ تیر،۱۳۸۴(سه‌شنبه)
برابر با: ۱۲ ژوئیه، ۲۰۰۵

اخبار این روز وارد نشده‌است.

## ۲۰ تیر،۱۳۸۴(دوشنبه)
برابر با: ۱۱ ژوئیه، ۲۰۰۵

- نگرانی ۹۱ درصد کاربران اینترنت از نرم‌افزارهای جاسوسی(بی‌بی‌سی)

## ۱۹ تیر،۱۳۸۴(یکشنبه)
برابر با: ۱۰ ژوئیه، ۲۰۰۵

اخبار این روز وارد نشده‌است.

## ۱۸ تیر،۱۳۸۴(شنبه)
برابر با: ۹ ژوئیه، ۲۰۰۵

اخبار این روز وارد نشده‌است.

## ۱۷ تیر،۱۳۸۴(آدینه)
برابر با: ۸ ژوئیه، ۲۰۰۵

## ۱۶ تیر،۱۳۸۴(پنجشنبه)
برابر با: ۷ ژوئیه، ۲۰۰۵

اخبار این روز وارد نشده‌است.

## ۱۵ تیر،۱۳۸۴(چهارشنبه)
برابر با: ۶ ژوئیه، ۲۰۰۵

- ۹۰درصد ابتکار عمل نرم‌افزارها توسط جهان‌سومی‌ها انجام می‌شود.(ایرنا)

## ۱۴ تیر،۱۳۸۴(سه‌شنبه)
برابر با: ۵ ژوئیه، ۲۰۰۵

اخبار این روز وارد نشده‌است.

## ۱۳ تیر،۱۳۸۴(دوشنبه)
برابر با: ۴ ژوئیه، ۲۰۰۵

اخبار این روز وارد نشده‌است.

## ۱۲ تیر،۱۳۸۴(یکشنبه)
برابر با: ۳ ژوئیه، ۲۰۰۵

اخبار این روز وارد نشده‌است.

## ۱۱ تیر،۱۳۸۴(شنبه)
برابر با: ۲ ژوئیه، ۲۰۰۵

- تکلیف پروژه اپراتور دوم تلفن‌همراه مشخص شد.(ایتنا)

## ۱۰ تیر،۱۳۸۴(آدینه)
برابر با: ۱ ژوئیه، ۲۰۰۵

اخبار این روز وارد نشده‌است.

## ۹ تیر،۱۳۸۴(پنجشنبه)
برابر با: ۳۰ ژوئن، ۲۰۰۵

اخبار این روز وارد نشده‌است.

## ۸ تیر،۱۳۸۴(چهارشنبه)
برابر با: ۲۹ ژوئن، ۲۰۰۵

- تجارت الکترونیکی هم هک شد.(ایتنا)

## ۷ تیر،۱۳۸۴(سه‌شنبه)
برابر با: ۲۸ ژوئن، ۲۰۰۵

اخبار این روز وارد نشده‌است.

## ۶ تیر،۱۳۸۴(دوشنبه)
برابر با: ۲۷ ژوئن، ۲۰۰۵

اخبار این روز وارد نشده‌است.

## ۵ تیر،۱۳۸۴(یکشنبه)
برابر با: ۲۶ ژوئن، ۲۰۰۵

اخبار این روز وارد نشده‌است.

## ۴ تیر،۱۳۸۴(شنبه)
برابر با: ۲۵ ژوئن، ۲۰۰۵

اخبار این روز وارد نشده‌است.

## ۳ تیر،۱۳۸۴(آدینه)
برابر با: ۲۴ ژوئن، ۲۰۰۵

- محمود احمدی‌نژاد با کسب ۶۲ درصد از آرا در مرحله دوم انتخابات، به عنوان ششمین رئیس جمهور ایران انتخاب شد. (بی‌بی‌سی)

## ۲ تیر،۱۳۸۴(پنجشنبه)
برابر با: ۲۳ ژوئن، ۲۰۰۵

اخبار این روز وارد نشده‌است.

## ۱ تیر،۱۳۸۴(چهارشنبه)
برابر با: ۲۲ ژوئن، ۲۰۰۵

اخبار این روز وارد نشده‌است.